# Sibylla pretiosa
Sibylla pretiosa är en bönsyrseart som beskrevs av Stal 1856. Sibylla pretiosa ingår i släktet Sibylla och familjen Sibyllidae. Inga underarter finns listade i Catalogue of Life.

## Bildgalleri

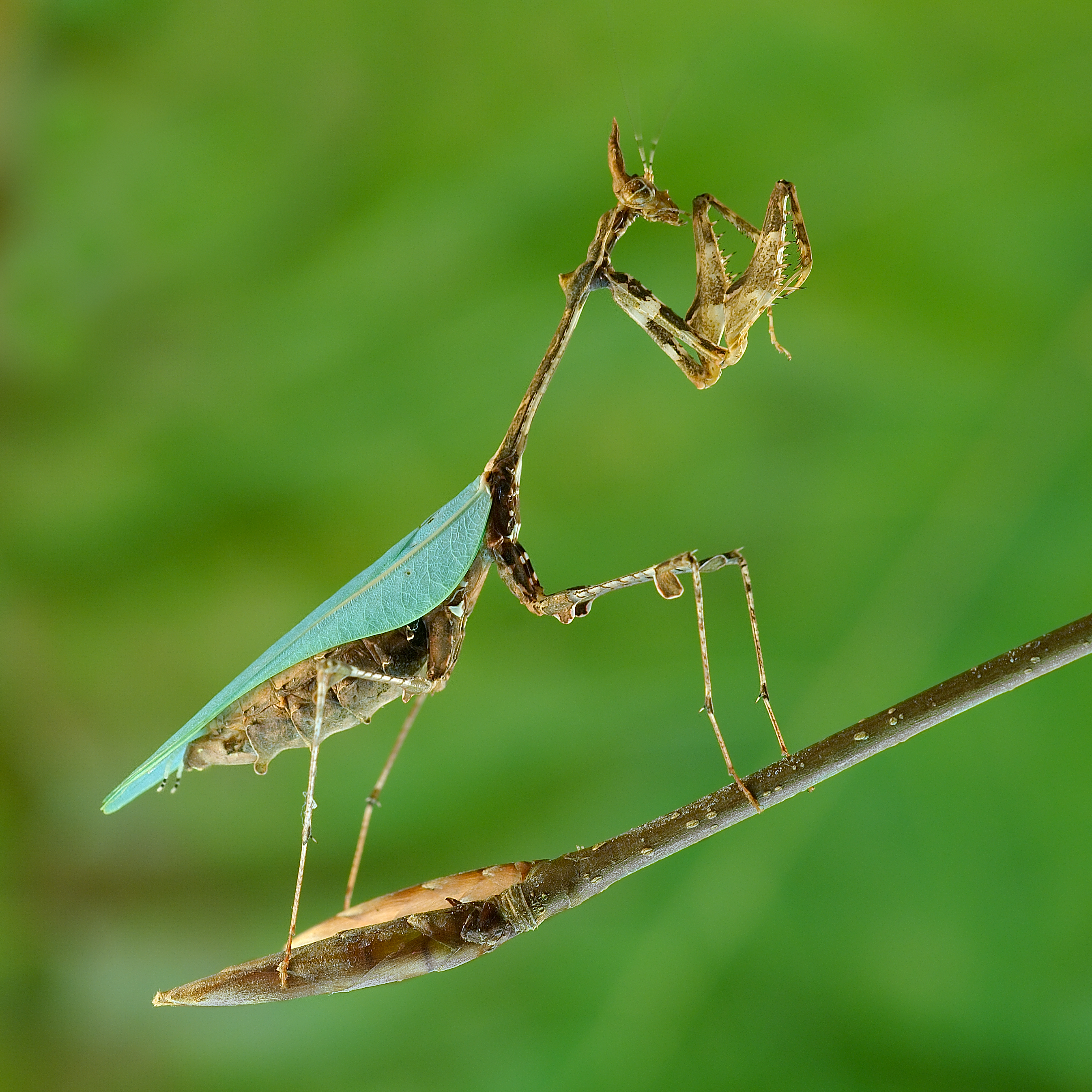